# Акароа

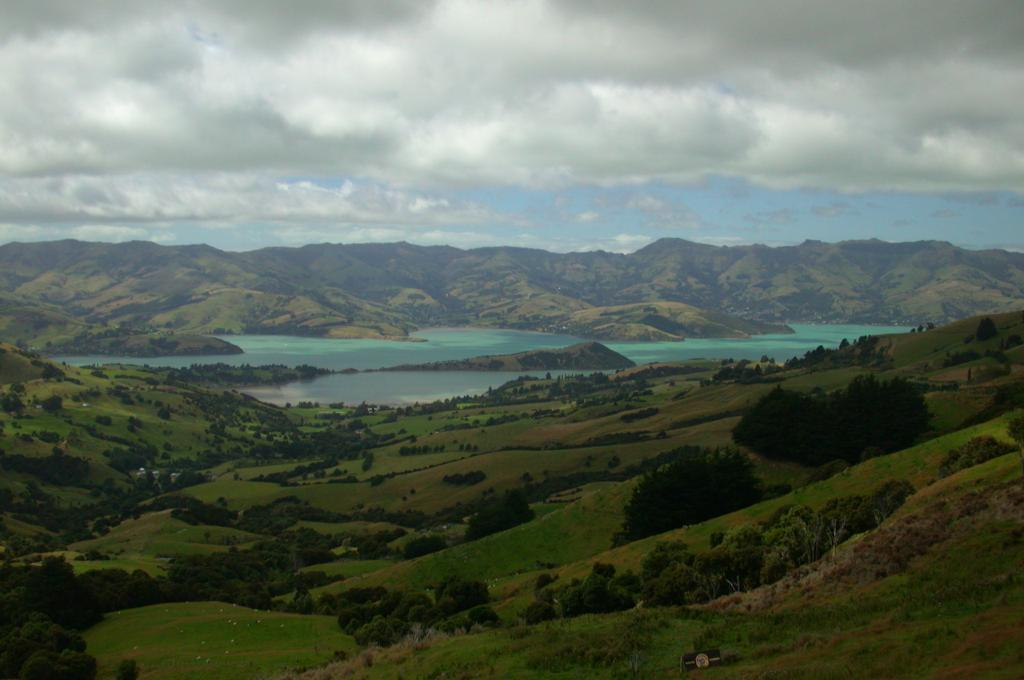
Вид на бухту Акароа. Длинный полуостров в центре — Онаве, расположенный в кратере вулкана.

Акароа (маори Akaroa) — село на полуострове Банкс в регионе Кентербери на Южном острове Новой Зеландии, расположенное в одноимённой гавани. На языке племени Каи Таху народа маори, Акароа означает «Длинная гавань».

## Обзор
Акароа располагается в 84 км от Крайстчерча и является конечным населённым пунктом по государственному шоссе 75. По данным переписи населения 2013 года, постоянное население Акароа составляло 624 человек, на 57 человек меньше, чем в 2006 году. В селе большая доля (31 %) людей в возрасте свыше 65 лет.
Село расположено в красивой, защищённой гавани с видом на скалистые вулканические холмы. Акароа является популярным сельским курортом. Летом количество населения вместе с отдыхающими может достигать 15 000 человек, что делает важным вопрос летнего обеспечения питьевой водой, природные запасы которой полностью зависят от осадков в горах.
В гавани Акароа можно встретить множество дельфинов Гектора, а экскурсионные туры «плаванье с дельфинами» на прогулочных катерах являются главным развлечением для туристов.

## История
В 1830 году поселение маори Такапунеке (маори Takapuneke), расположенное к востоку от нынешнего села Акароа, стало ареной пресловутого инцидента. Капитан британского брига Элизабет, Джон Стюарт (англ. John Stewart), помог вождю клана Нгати Тоа (с Северного острова), Те Раупараха, захватить в плен вождя местного клана Нгаи Таху, Те Маихарануи (маори Te Maiharanui), его жену Те Уэ (маори Te Whe) и его маленькую дочь, Рои Мата (маори Roi Mata). Поселение Такапунеке было сожжено. Озабоченность по поводу вмешательства Джона Стюарта в конфликт, а также произвол и беззаконие среди первых европейских поселенцев в Новой Зеландии, привели в 1832 году к назначению в Новой Зеландии официального Британского Резидента, Джеймса Басби. Это был первый шаг британской колонизации на пути к Договору Вайтанги.
В 1832 году Те Раупараха после успешной трёхмесячной осады Каиапои захватил укреплённое поселение (маори pa) на полуострове Онаве в центре гавани Акароа.

## Французское поселение
2 августа 1838 года в Литл-Порт Купер (англ. Little Port Cooper) Жан Ланглуа (фр. Jean Langlois), капитан французского китобойного судна из Гавра, вёл переговоры с некоторыми вождями маори о приобретении доли (30 000 акров) полуострова Банкс (Banks Peninsula). В залог было оставлено товаров на 6 фунтов стерлингов с обязательством выплатить ещё 234 фунта стерлингов позже. В следующем году, когда Ланглуа вернулся во Францию, он начал работу на рынке собственности. После сложных переговоров с группой торговцев в Нанте и Бордо была достигнута договоренность, что на полуострове должно быть французское поселение. На 11 декабря 1839 года король Луи-Филипп утвердил соглашение, по которому правительство обязалось обеспечить транспорт для 80 колонистов, направлявшихся для основания французского поселения в Акароа под названием Порт Луи-Филипп (фр. Port Louis-Philippe).
9 марта 1840 года 63 переселенца покинули Рошфор на старом военном корабле «Comté de Paris», который был предоставлен им правительством. 11 июля 1840 года «Comté de Paris» под командованием командора Чарльза Франсуа Лаво и с судном сопровождения, «Aube», прибыл в Бей-оф-Айлендс на Северном острове. Переселенцы с удивлением обнаружили, что вся территория Южного Острова находится под юрисдикцией Великобритании. Хотя 18 августа 1840 года французские колонисты и основали поселение, вопрос о земле оставался спорным ещё много лет.
Французское влияние в Акароа нашло отражение в местных топонимах.
До 1840 года территория нынешнего села Акароа называлась Вангалоа (маори Wangaloa), а появившееся французское поселение было названо Порт Луи-Филипп, в честь французского короля.

## Британское поселение
Новая Зеландия не признавала себя британской колонией. 15 июня 1839 года в Лондоне был выпущен патент на расширение территории Нового Южного Уэльса, в котором Новая Зеландия была обозначена как часть Британского Королевства.
После того как Британия получила сведения о намерении французской колонизации Акароа и последующем строительстве там китобойного порта, туда был отправлен английский корабль «Britomart» для того, чтобы провозгласить суверенитет Короны. «Britomart» прибыл в Акароа 16 августа 1840 года (несмотря на то, что в судовом журнале в качестве даты прибытия стоит 11 августа 1840 года). Капитан корабля, Оуэн Стенли, поднял британский флаг и провёл собрания во всех занятых населённых пунктах.
Джеймс Робинсон Клаф (англ. James Robinson Clough), также известный как Джимми Робинсон, прибыл в Акароа за несколько лет до этого. Он выступал в качестве переводчика для капитана Стэнли на церемонии поднятия флага в 1840 году и был первым пакеха, поднявшимся вверх по реке Эйвон в 1843 году. Его потомки до сих пор живут на полуострове.
Последующие эмигранты селились в Акароа и около него, в местечке, получившем название German Bay (с англ. — «Немецкий залив») (Takamatua). Оно получило такое название ввиду того, что там жили немецкие фермеры, которые создали молочные, овцеводческие и растениеводческие хозяйства. Подавляющее большинство предметов культуры и быта того времени хранится в краеведческом музее Акароа и иллюстрирует уклад ранней сельскохозяйственной общины и образ жизни того времени.

## Галерея
|  |  |  |